# Dev (mythologie)

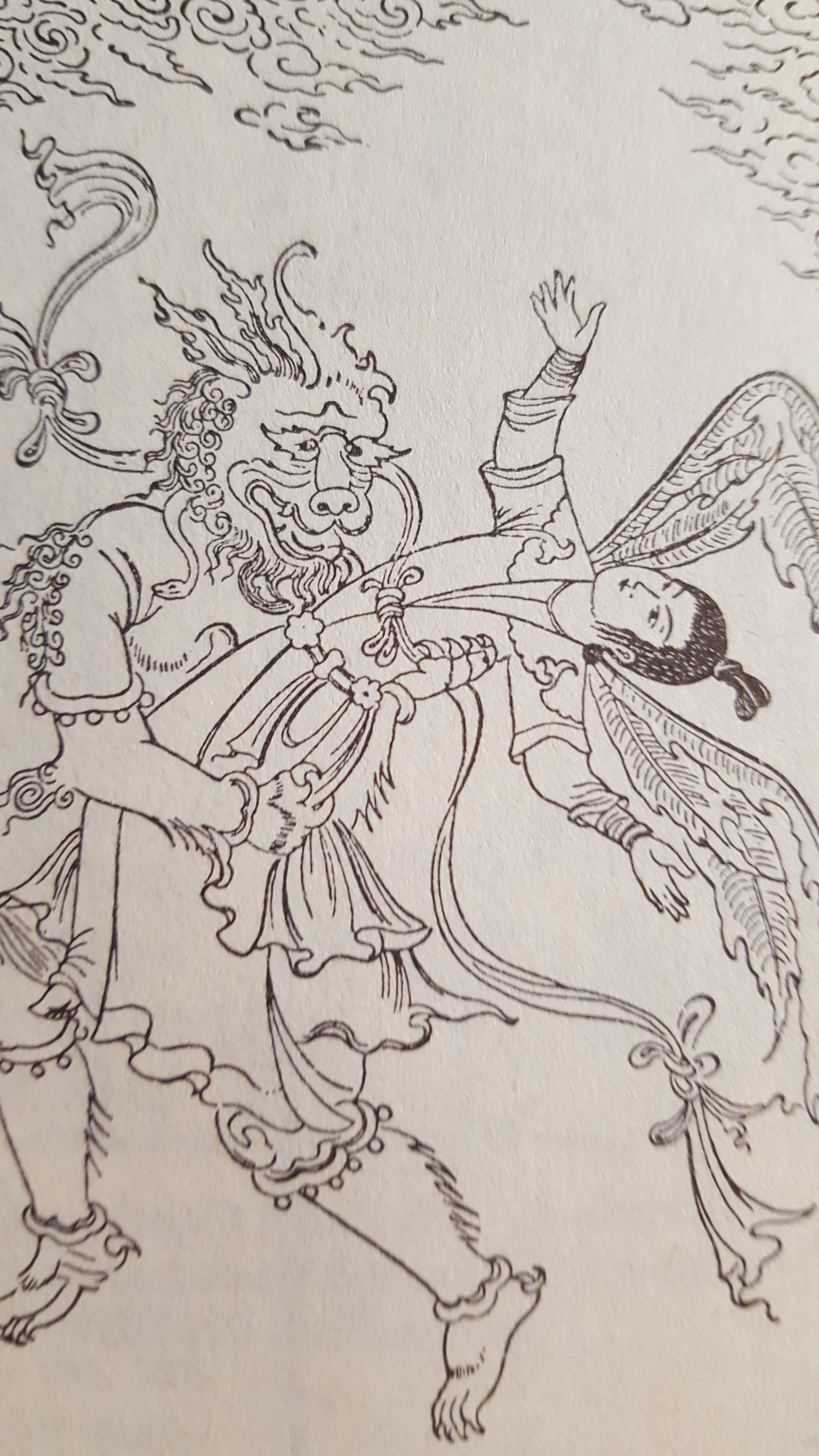
Een div grijpt een peri

Een dev of div (Perzisch: dīv: دیو) is een monsterlijk wezen in de verhalen uit het Midden-Oosten. De devs hebben hun oorsprong in de Perzische mythologie en verspreidden zich naar omliggende culturen als Armenië, Turkse landen en Albanië. Voor de meeste moslims werden ze net als andere bovennatuurlijke wezens aanvaard. 

## Beschrijving
Ze worden beschreven met een menselijk lichaam, alleen reusachtig, met twee horens, als kannibalen, machtig, wreed, met een hart van ijs en tanden als een zwijn. Sommigen gebruiken primitieve wapens van steen, terwijl anderen als krijgers verschijnen met een wapenuitrusting. Naast hun fysieke kracht, zijn sommigen meesters in de tovenarij en verslaan ze hun vijanden met magie.

## Oorsprong
Hun oorsprong is onzeker. Mogelijk waren ze de Vedische goden, de deva's, uit de hindoeïstische mythologie, die later in de Perzische religie werden gedemoniseerd als daêva's. Ze komen als demonen voor in Ferdowsi's 10e-eeuwse Sjahnama, waar ze een menselijke gestalte hebben. In dat gedicht bestaat al het idee dat de devs bovennatuurlijke krachten hebben en dat bleef zo in de folklore, waarin ze desondanks door een tovenaar konden worden bezworen en overwonnen.

## Shahnameh
In de Shahnameh was Zahhak de koning van de devs en hij had zijn residentie in Jeruzalem. Zahhak had een pact met Eblis (Ahriman, de duivel) gesloten en er groeiden daarom zwarte slangen uit Zahhaks schouders, die dagelijks met de hersenen van mensen moesten worden gevoerd. Hij werd onttroond door Fereidoen. De devs en peri's waren voortdurend met elkaar in oorlog.

## Legenden
Volgens oude Perzische legenden, leefden de devs op aarde tot Zoroaster hen naar de onderwereld verjoeg. Sindsdien verschijnen ze niet meer zichtbaar op aarde en leven ze een geheim leven onder de aarde. 
Zulke legenden zijn versmolten met islamitische legenden, volgens welke de djinns op aarde leefden vóór de mensen, maar werden weggejaagd. Maar hier zijn de heroïsche mensen, die hen verjoegen omgezet in een groep engelen. Volgens deze legenden regeerden de devs over de aarde 70.000 jaar vóór de schepping van de eerste mens. 
God schiep tussen de devs en de mensen, de djinns (uit de islamitische traditie), die geregeerd werden door Jann ibn Jann. Volgens Blavatsky's Geheime Leer (1888) was Gyan of Gnan ('de ware of occulte wijsheid en kennis'), ook Gian-ben-Gian ('of wijsheid, zoon van wijsheid') de koning van de peri's in plaats van de djinns en waren de peri's de voorvaderen van de Perzen. Jann ibn Jann regeerde 2000 jaar vóór Adam werd geschapen. Er zijn Arabieren die de piramiden van Gizeh beschouwen als overblijfselen van de werken die onder Jann ibn Jann zijn opgericht. Volgens Herodotus' Historiën werden de piramiden van Gizeh gebouwd vóór de Trojaanse Oorlog en was Orestes, de zoon van de Griekse aanvoerder Agamemnon, een reus.
Toen Jann ibn Jann de hemelen uitdaagde, werd Satan (Iblis) met een leger engelen gestuurd om hem te overwinnen. Tijdens deze strijd kozen sommige verraderlijke devs de kant van Satan en zijn engelen. Toen die devs, in navolging van Satan, weigerden hulde te brengen aan de eerste mens, verdwenen zij naar de onderaardse gebieden van de hel.